# Thrombophilie par mutation G20210A du gène de la prothrombine
 Mise en garde médicale
La thrombophilie par mutation G20210A du gène de la prothrombine se manifeste le plus souvent chez l'adulte par des thromboses veineuses des membres inférieures ou des embolies pulmonaires. Cette maladie s'exprime de façon très variable ; beaucoup de  personnes porteuses hétérozygotes ou homozygotes de cette mutation  ne développeront jamais de thrombose tandis que la plupart des porteurs hétérozygotes qui auront des manifestations thrombo-emboliques resteront asymptomatiques jusque l'âge adulte et quelques-uns présenteront des thromboses récurrentes avant 30 ans.

## Épidémiologie
Il s'agit de la thrombophilie héréditaire la plus fréquente après la thrombophilie par mutation du facteur V.

## Manifestations
Le risque de thrombose chez l'adulte est multiplié par trois chez les hétérozygotes et par six chez les homozygotes. Il est impossible de savoir si chez  l'hétérozygote, un premier épisode de manifestations thrombo-emboliques accroît le risque de récurrence.
Les autres manifestations de cette mutation sont des complications se manifestant au cours de la grossesse : mort fœtale in utero, éclampsie. Par contre l'association avec le retard de croissance intra-utérin et l'hématome rétro-placentaire est moins évidente.
Les circonstances augmentant le risque de thrombose chez les hétérozygotes sont le nombre d'allèles porteurs de la mutation, la présence d'autres mutations thrombophiliques comme la mutation du facteur V de Leiden ou d'une thrombophilies acquises comme l'hyperhomocystéinémie. Les autres facteurs sont la grossesse et la prise de contraception orale. Les voyages par avion seraient aussi un facteur de risque.

## Diagnostic
Le taux sanguin de prothrombine est augmenté de 30 % chez l'hétérozygote et de 70 % chez l'homozygote.
Le diagnostic de cette maladie se fait uniquement par analyse du gène F2 responsable de la synthèse de la prothrombine, pour rechercher la substitution de la guanine par l'adénine sur le nucléotide 20210A. Le gène F2 se localise au niveau du chromosome 11p11-q12.
La recherche de la mutation doit se faire en présence de manifestations thrombo-emboliques chez une personne ayant des antécédents familiaux ou de thrombose récurrente chez une personne jeune.
Les circonstances dans lesquelles cette recherche doit être faite sont,, :
- manifestations thrombo-emboliques avant 50 ans ;
- manifestations thrombo-emboliques sans raison à n'importe quel âge ;
- manifestations thrombo-emboliques récurrentes ;
- thrombose veineuse cérébrale, mésentérique, de la veine porte ou des veines hépatiques ;
- manifestations thrombo-emboliques durant la grossesse ou le post-partum ;
- manifestations thrombo-emboliques au cours de la prise de contraception orale ou d'une hormonothérapie substitutive de la ménopause ;
- manifestations thrombo-emboliques chez une personne ayant un membre de la famille au premier degré avec ayant une manifestations thrombo-embolique avant 50 ans ;
- perte fœtale après dix semaines.

La recherche de la mutation peut être proposée dans les cas suivants :
- femmes ayant présenté une des complications de la grossesse suivantes : prééclampsie sévère, ou  un  retard de croissance intra-utérin ou un hématome rétro-placentaire ;
- manifestations thrombo-emboliques chez une personne sous SERM (« selective estrogen receptor modulators ») comme le tamoxifène ou le raloxifène, par exemple ;
- fumeuses de moins de 50 ans présentant un infarctus du myocarde ;
- manifestations thrombo-emboliques chez une personne de plus de 50 ans porteuse d'un appareil médical ou atteinte de cancer ;
- parents porteurs de la mutation surtout si histoire familiale de manifestations thrombo-emboliques ;
- femmes asymptomatiques dont une des parentes a présenté une complication gravidique et qui sont enceintes ou souhaitent prendre la pilule ;
- avortements spontanés à répétition ;
- enfants présentant une thrombose artérielle.

La recherche de la mutation ne doit pas être faite dans les cas suivants :
- dépistage systématique ;
- avant prise de contraception orale ou de SERM ou avant une grossesse.